# Інформаційний бюлетень (газета)
«Інформаці́йний бю́летень» — колишній всеукраїнський громадсько-політичний тижневик патріотичної орієнтації. Редакція розташовувалась у Кременчуці, що на Полтавщині. Головною редакторкою видання була дисидентка, філолог Тамара Просяник, яку у 2016 році висунуто на здобуття звання Почесний громадянин Кременчука. Видання припинило існування у 2016 році.

## Загальні відомості
- Дата створення видання — 1990[1]
- Мова видання — українська
- Формат — A3
- Обсяг (кількість сторінок) — 8
- Періодичність виходу — раз на тиждень (четвер)
- Наклад — 5000 примірників
- Розповсюдження
  - сфера: загальнодержавна
  - Структура реалізації тиражу

1. Роздріб — 65%, у тому числі:
1. торговельна мережа — %;
2. виставки — %;
3. семінари, презентації — %;
4. серед учасників рекламних та PR-акцій — %.

2. Передплата — 15%, у тому числі:
1. власна редакційна, включаючи через сайт — %;
2. через посередників, включаючи Укрпошту — 100%.

3. Безплатно — 20%, у тому числі:
1. доставка в офіси — %;
2. поштові скриньки — %;
3. виставки — %;
4. семінари, презентації — %;
5. рекламні та PR-акції — %.

4. Інше: — %.
- Цільове призначення — інформаційно-публіцистична
- Засновник (співзасновники) — трудовий (журналістський) колектив — трудовий колектив редакції
- Використання кольорів — обкладинка (1-а і ост., 2-а і передост. сторінки): 2+1; внутрішні сторінки: ч/б
- Обсяг реклами в номері — 10%, або стор.
- Вартість одного примірника — 0,3 грн.
- Передплатний індекс Укрпошти — всеукраїнський 33802